# Rhyacia thapsina
Rhyacia thapsina är en fjärilsart som beskrevs av Rudolf Püngeler 1906. Rhyacia thapsina ingår i släktet Rhyacia och familjen nattflyn. Inga underarter finns listade.